# Mưu Bình
Mưu Bình (giản thể: 牟平区; phồn thể: 牟平區; bính âm: Mùpíng Qū, âm Hán Việt: Mưu Bình khu, còn đọc là Mâu Bình) là một quận nằm ở phía đông địa cấp thị Yên Đài, tỉnh Sơn Đông, Trung Quốc. Quận này có diện tích 1.588 km², dân số năm 2020 là 462.323 người, mật độ dân số đạt 291 người/km².

## Phân chia hành chính
Quận Mưu Bình quản lý 13 đơn vị hành chính gồm 5 nhai đạo biện sự xứ và 8 trấn.